# Jan-Olof Johansson
Jan-Olof Johansson, född 22 april 1948 i Lekeryd, är biskop emeritus i Svenska kyrkan. Han var biskop i Växjö stift 2010–2015. Han är teologie kandidat och filosofie kandidat.

## Biografi
Johanssons far Gunnar Johansson var predikant i Svenska Alliansmissionen. Jan-Olof Johansson läste pedagogik och sociologi i Göteborg innan han påbörjade teologistudier, först i Stockholm och sedan i Uppsala. Han tillbringade ett stipendieår i Jerusalem där han läste teologi, hebreiska och arabiska. Men då han kom tillbaka med bara en termin kvar på prästutbildningen, flyttade han 1977 med sin fru till ett kollektiv där man tog emot ungdomar med besvärligt förflutet, först vid Åtvidaberg, senare nära Sävsjö.
Efter samtal med biskop Sven Lindegård bestämde Johansson sig för att slutföra prästutbildningen. Han prästvigdes 1980. Efter ett halvårs tjänst som präst i Sävsjö kallade biskopen honom till stiftskansliet i Växjö. Sedan 1995 är han extra ordinarie hovpredikant och 2006 blev han domprost i Växjö.  
2010 valdes han till biskop i Växjö stift. I första valomgången fick han 60 procent av rösterna (382 röster av 649 röstdeltagare). Johansson blev då den andra personen efter Antje Jackelén som, efter relationsförändringen kyrka–stat år 2000, valts till biskop i första valomgången. Biskopsvigningen ägde rum i Uppsala domkyrka på domssöndagen 2010.
Som biskopligt valspråk har Johansson antagit "Gaudium omni populo". Valspråket är hämtat ur julevangeliet, där det i svensk översättning heter: "En glädje för hela folket".
Johansson är ordförande i Svenska Jerusalemsföreningen som driver en flickskola i Betlehem, Den Gode Herdens skola, med 400 platser från förskola till och med gymnasium. Han var också preses i Smålands akademi fram till 2019.

## Priser och utmärkelser
- 2017: H.M. Konungens medalj, 8:e storleken i högblått band[3]